# Adolf Müller-Senglet

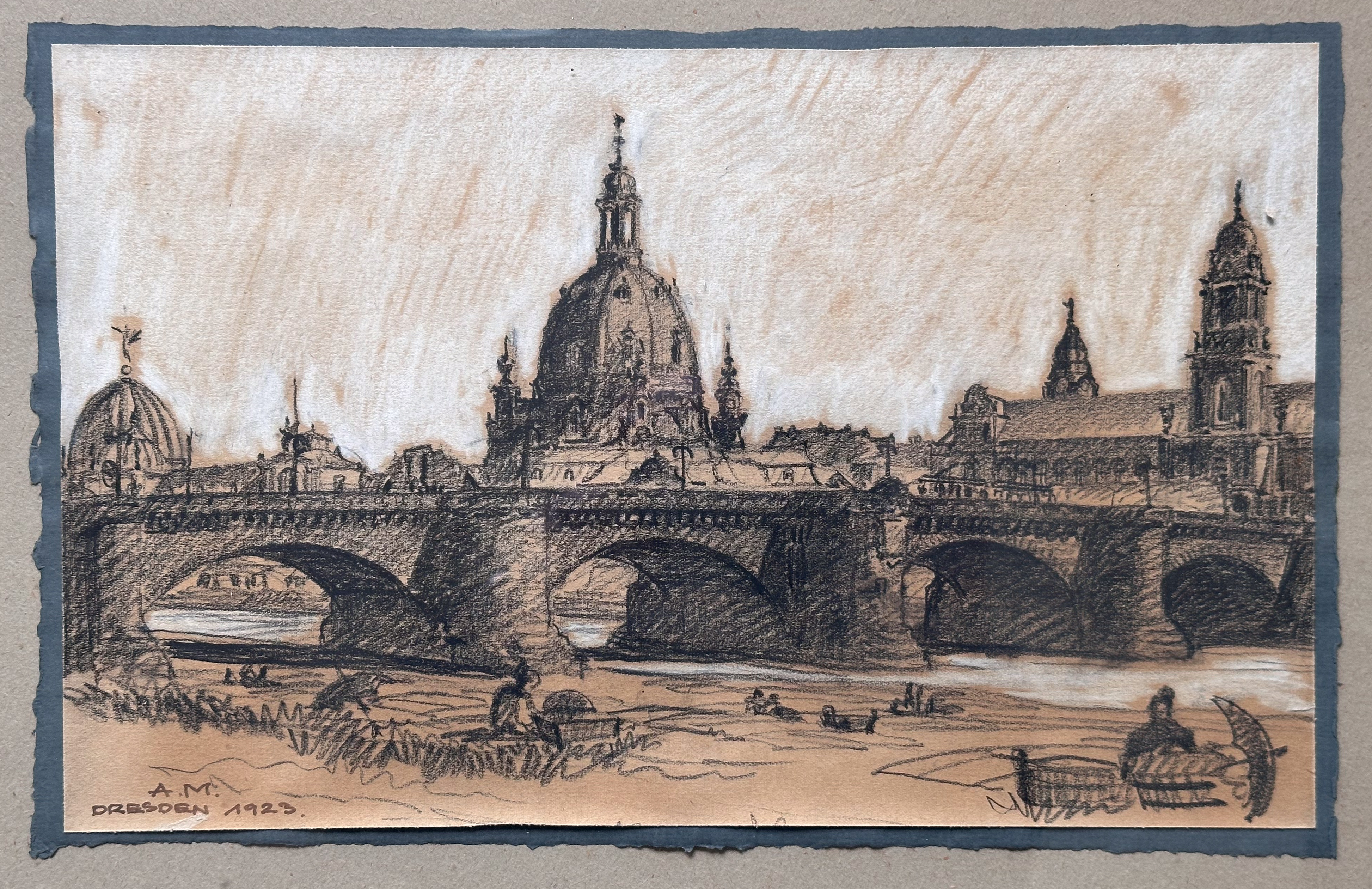
Adolf Müller-Senglet, Augustusbrücke in Dresden, 1923

Adolf Müller-Senglet (* 5. Juni 1896 in Sissach; † 15. Januar 1942 in Liestal) war ein Schweizer Bauzeichner, Architekt, Kunstfreund und Heraldiker.

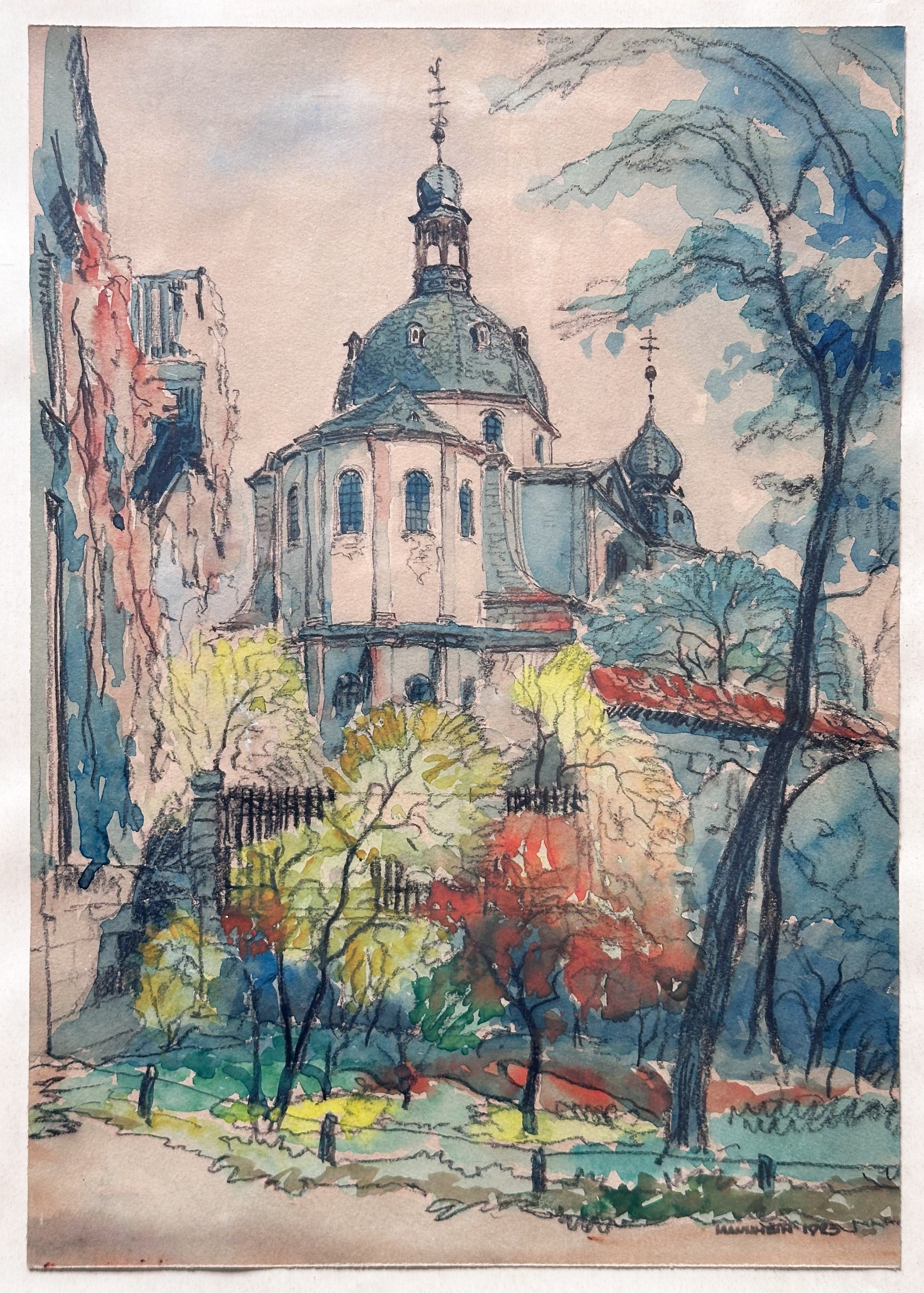
Jesuitenkirche Mannheim

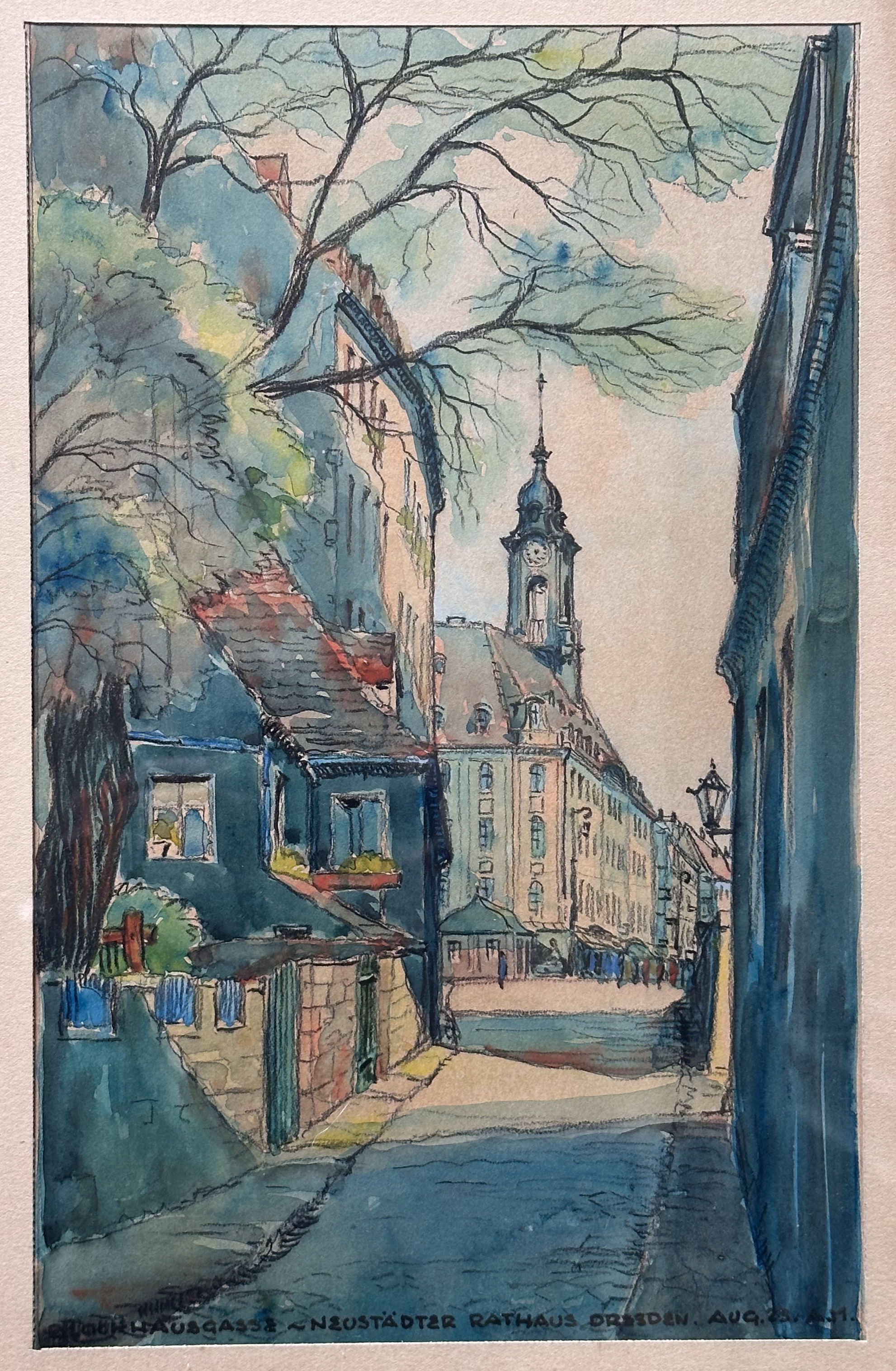
Neustädter Rathaus Dresden

## Leben und Werk
Adolf Müller war der jüngste Sohn von Johannes Müller aus Sissach (1833–1899) und dessen zweiter Ehefrau Maria Emilie Sutter.
Er absolvierte beim Architekt Leonhard Friedrich (1852–1918) in Basel eine Lehre zum Bauzeichner, die er 1915 erfolgreich abschloss. Anschließend war er längere Zeit für den Architekten Paul Hosch tätig. Bei diesem wurde er mit kunstgewerblichen und graphischen Arbeiten vertraut.
Während des Ersten Weltkrieges leistete er Aktivdienst und arbeitete zwischen den Diensten als Bauführer. Von 1921 bis 1923 war er in Dresden als Bauzeichner tätig und studierte parallel an der  Technischen Hochschule Dresden. In dieser Zeit schuf er zahlreiche Aquarelle. Wieder in Basel arbeitete er als Architekt und Bauführer. 
Adolf Müller-Senglet war seit 1924 mit Martha Maria, geborene Senglet, verheiratet und das Paar zog an die Rebgasse in Liestal, wo am 28. Juli 1930 ihr Sohn Peter geboren wurde. 1934 erbaute sich das junge Paar ein eigenes Haus am Rehhagweg 25.
Von 1928 bis 1942 leitete Adolf Müller-Senglet die Baupolizei Baselland. In dieser Funktion setzte er sich für den Erhalt wertvoller Bauten ein und leitete die Renovation alter Gebäude. Adolf Müller-Senglet war Mitglied und Schreiber der staatlichen Heimatschutzkommission sowie Mitglied der Kommission zur Erhaltung von Altertümern. Als Mitglied des Kunstkredits Baselland förderte er junge Künstler, so u. a. Ugo Cleis, Emilio Müller, Fritz Bürgin, Wilhelm Balmer und Fritz Balmer (1835–1872). Auf Müller-Senglets Initiative hin wurden die ersten Kunstausstellungen in Baselland organisiert. Als Heraldiker beteiligte sich Müller-Senglet vor und nach der Landesausstellung 1939 an der Schaffung neuer Gemeindewappen. Seine eigenen Federzeichnungen heimatkundlich wertvoller Bauten wurden in der Zeitschrift Heimatschutz veröffentlicht.
Im Jahre 1940 erkrankte Adolf während des Aktivdienstes schwer an Magenkrebs und verstarb am 15. Januar 1942.